# Терекеме (танец)
Терекеме, терэкэмэ, тярякямя или таракяма (азерб. Tərəkəmə)— старинный азербайджанский сольный танец, распространённый в кавказском регионе. Относится к радостно-оживлённым танцам. В Азербайджане исполняется только мужчинами. В Армении же считается «сазандарским» женским танцем.

## Происхождение
Танец являлся танцем кочевников и был создан степными кочевниками. Согласно Азербайджанской советской энциклопедии, происхождение танца связано с племенем терекеме, которое является одной из этнических групп азербайджанцев. Азербайджанские искусствоведы считают, что танец «Тэрэкэмэ» создан в старину кочевниками и связан с проживавшими на территории Азербайджана терекеменцами, о чём свидетельствует и его название.

## Исполнение
Исполняется на народных праздниках, свадьбах. Один из главных музыкальных инструментов, используемых при исполнении танца — зурна. Терекеме в разных районах танцуется в разных вариантах с местными особенностями в деталях, но всегда очень темпераментно. Является одним из самых распространённых танцев в Азербайджане. Исполнитель танца широко расправляет руки и, высоко подняв голову, движется вперёд, выполняя весёлые и бурные действия. Основными движениями танца являются походка, сюзме и вращение. Исполняют танец в основном женщины.
Танец «Терекеме» отличается особой широтой и размахом движений, передаёт ощущение свободы и простора. Для танца характерен сильный и широкий взмах руками, похожий на взмах крыльев парящей птицы.
Существуют два варианта танца «Терекеме». Первый вариант представляет собой спокойный и умеренный танец, созданный самими терекеменцами. В старину он был в основном распространен в Карабахе и исполнялся только женщинами. В женском исполнении танец напоминает полёт птицы. Женщина взмахивает руками, широко раскрывает их в стороны и стремительно двигается по кругу с гордо поднятой головой. Второй вариант танца более подвижный, имеет игривый ритм и является более темпераментной с большим количеством действий. Этот вариант исполняется как женщинами, так и мужчинами. В мужском исполнении танец построен на технически сложных движениях.
С 1936 года танец «Терекеме» входит репертуар всех азербайджанских танцевальных ансамблей. Этот танец регулярно исполняли солисты Азербайджанского государственного ансамбля песни и пляски. Одной из самых талантливых исполнительниц танца «Терекеме» считается Амина Дильбази. Танец исполняли также Народная артистка Азербайджана Роза Джалилова, Нисаханым Рагимова и другие известные исполнители.
Благодаря тому, что дагестанские лезгины, рутульцы, цахуры издавна поддерживали тесные культурные и экономические связи с северными районами Азербайджана, танец «Терекеме» танцевали также на свадьбах в южном Дагестане (например, в селе Хнов в Ахтынском районе).

## Музыкальная характеристика
Музыкальный размер — 6/8. Темп — быстрый. Лад — сегях. Танец обладает лирической и оживлённой мелодией, состоит из вариаций одной музыкальной фразы. Мелодия танца, по словам искусствоведа Кямала Гасанова не быстрая по темпу, но энергичная по характеру.

## Записи мелодии танца
Танцевальная мелодия «Таракяма» была записана армянским фольклористом Аршаком Брутяном в Александрополе  в конце XIX века.
Ноты музыки танца, записанные азербайджанским композитором Саидом Рустамовым, были опубликованы в 1937 году в сборнике «Азербайджанские танцевальные мелодии».

Нотные записи
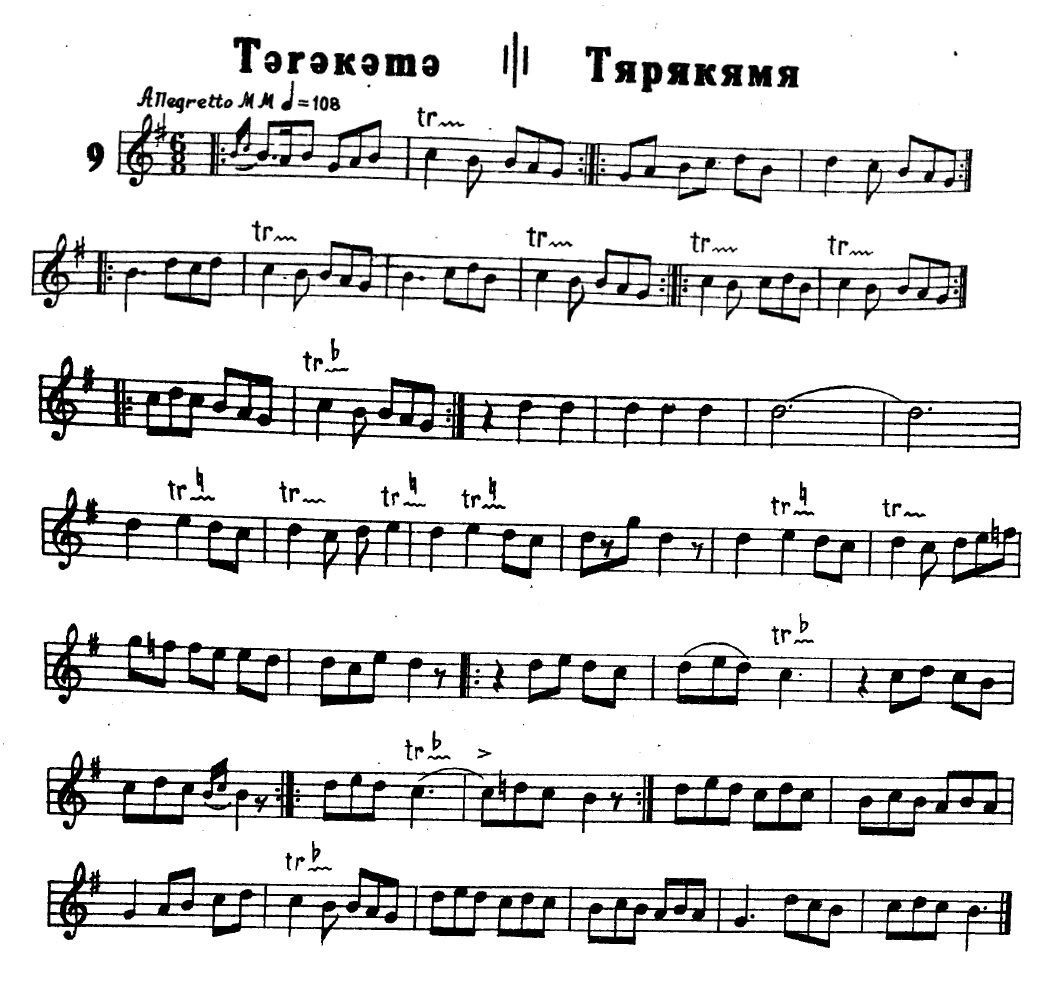
Ноты музыки танца из сборника «Азербайджанские танцевальные мелодии» Саида Рустамова (Баку, 1937)
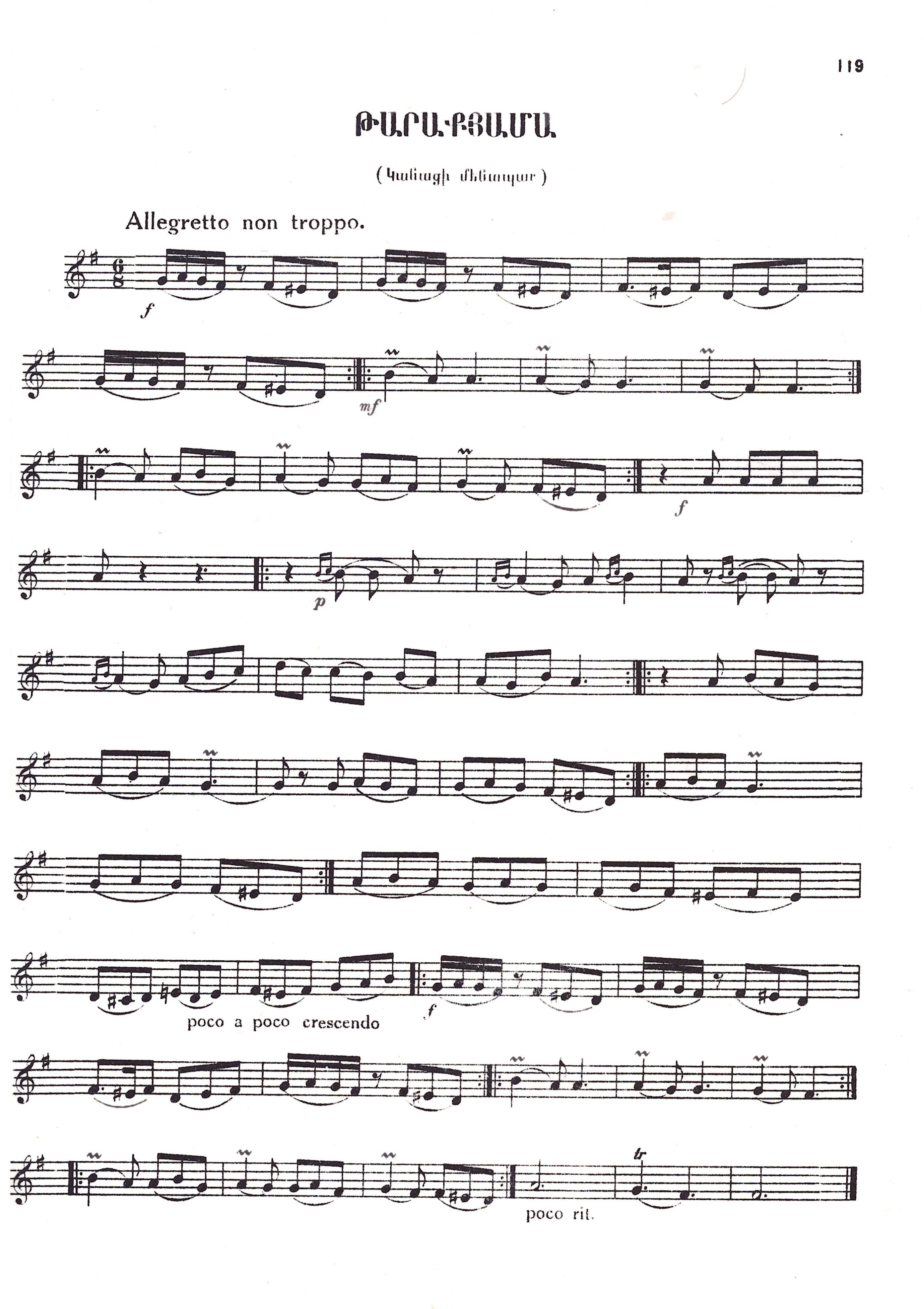
Ноты мелодии танца «Таракяма» в сборнике «Армянские народные песни и танцы» Татула Алтуняна (Ереван, 1958)
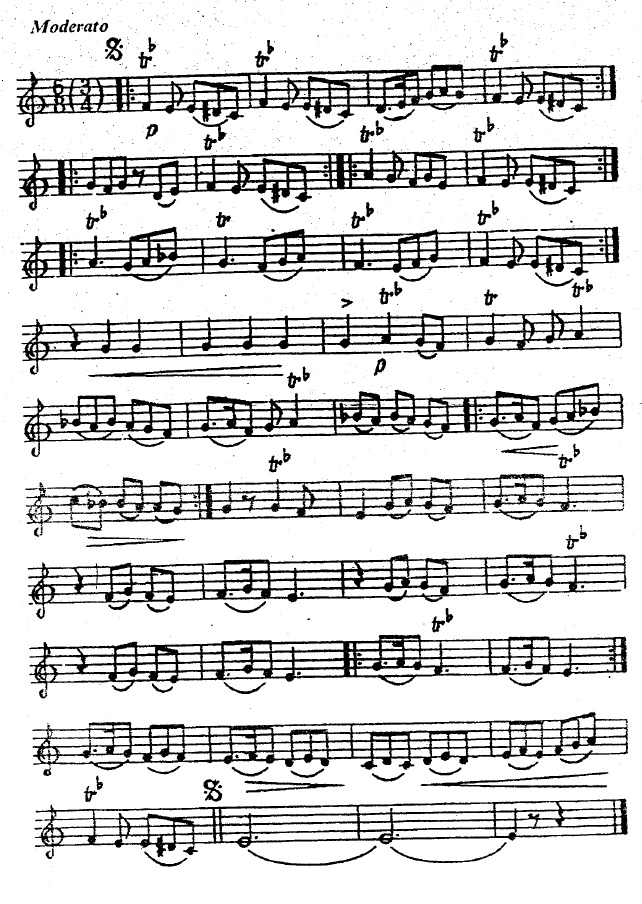
Ноты музыки танца «Терекеме» из сборника «Азербайджанские народные танцы» (Баку, 2002)
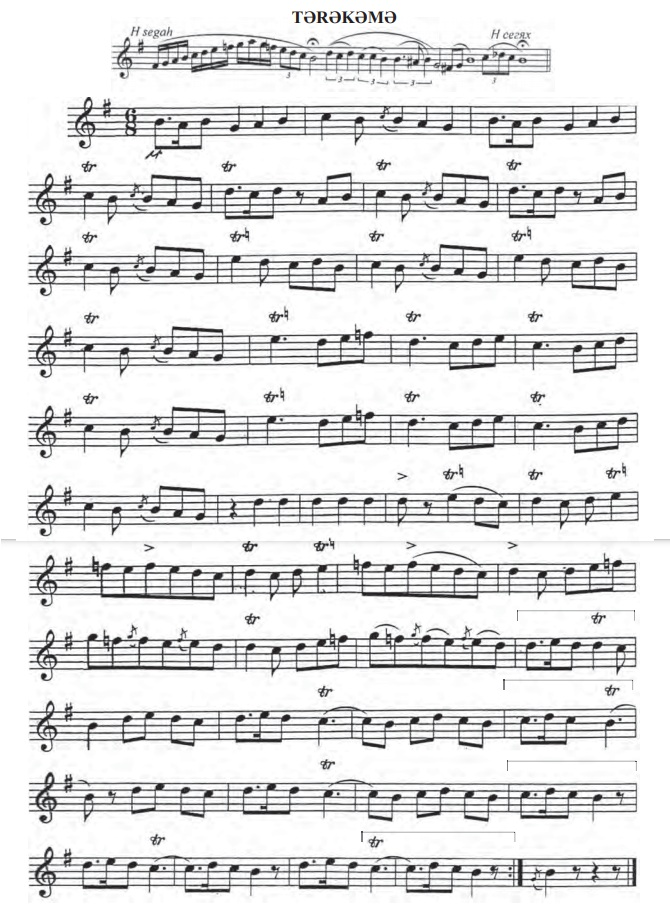
Ноты музыки танца «Терекеме» из сборника «Азербайджанские народные песни и танцы» (Баку, 2014)

## В культуре
Мелодия этого танца использована азербайджанским композитором Узеиром Гаджибековым в оперетте «Аршин мал алан» 1913 года, Рейнгольдом Глиэром в «Торжественной увертюре» (1937) и Афрасиябом Бадалбейли в балете «Девичья башня» (1940).
В Тифлисе группой актёров Й. Восканяна 19 мая 1918 года была представлена драма «Дочь мелика» на одноименное произведение армянского писателя и историка Лео. В последнем акте данного представления балетной труппой был исполнен танец Таракяма.
В 1926 году народная танцевальная мелодия «Таракяма» была обработана для фортепиано армянским композитором С. Бархударяном.

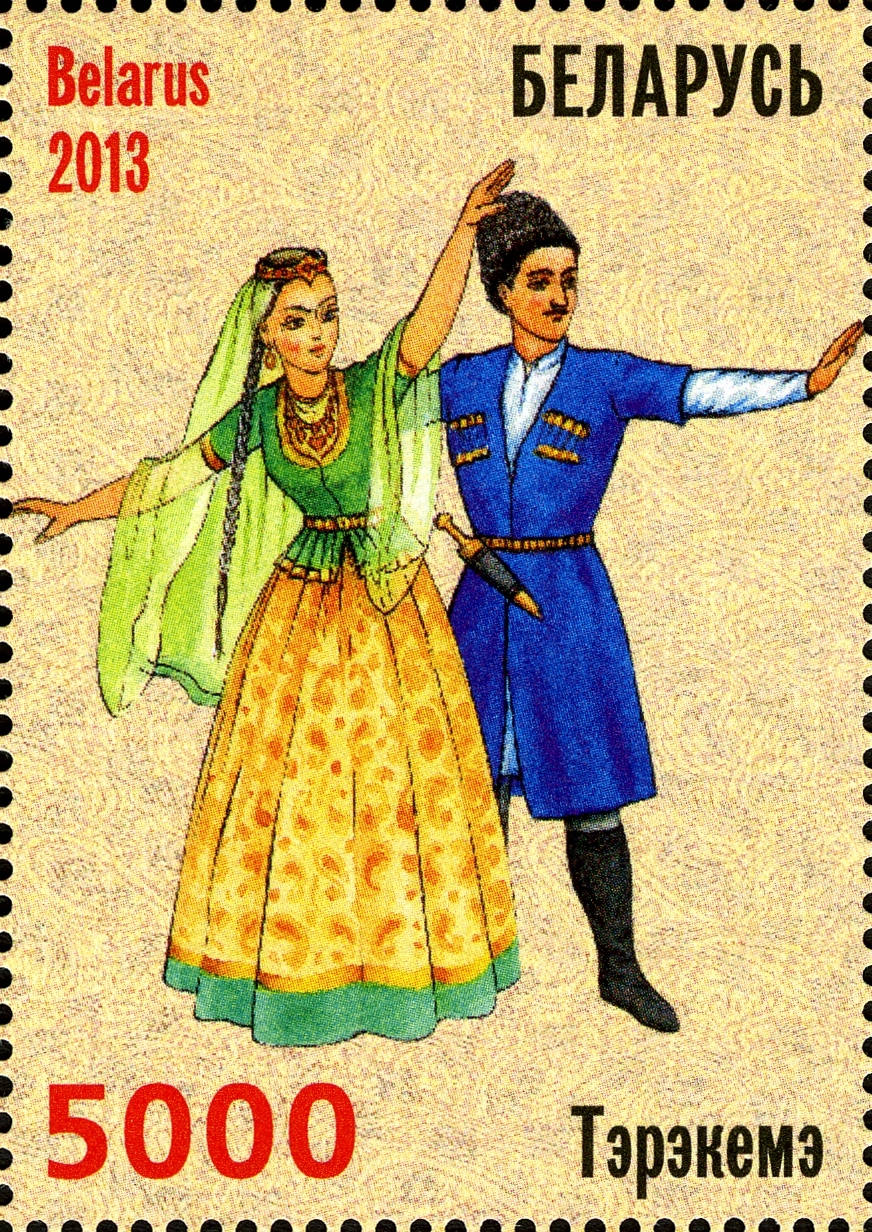
Почтовая марка Беларуси, 2013
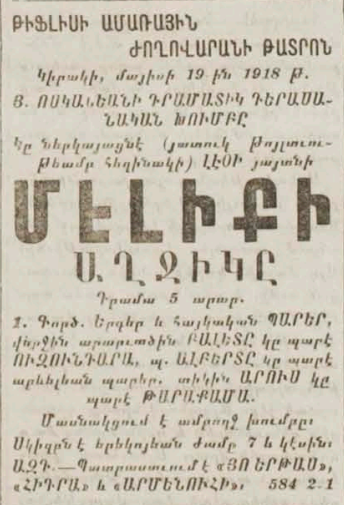
Танец Таракяма в анонсе театрального выступления «Дочь мелика» (газета «Հորիզոն» - Тифлис, 19 мая 1918 г.)